# Альнико
Альнико  (англ. Alnico) —  семейство ферромагнитных магнитотвёрдых сплавов на основе железа с добавлением алюминия, никеля и кобальта, и образующих акроним от входящих в состав элементов. Также в состав может входить медь и титан. В российской номенклатуре сплавы этого класса имеют название сплав ЮНДК, или схожие наименования. Зарубежные аналоги называют альнико, также известны торговые марки Alni, Alcomax, Hycomax, Columax и Ticonal. 

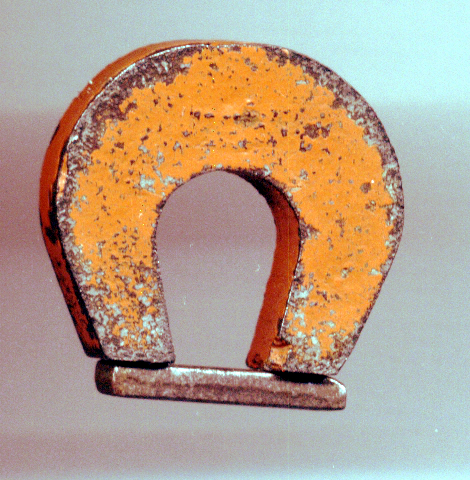
Магнит из альнико, ферромагнитного сплава железа, с магнитным держателем из магнитомягкого материала

## Состав и свойства
Как правило, сплавы этого типа состоят из 8-12 % алюминия, 15-26 % никеля, 5-24 % кобальта, до 6 % меди, до 1 % титана, остальное железо. Сплавы обладают высокой остаточной намагниченностью, широкой петлёй гистерезиса и большим значением коэрцитивной силы (то есть это магнитотвёрдые материалы), применяются для изготовления постоянных магнитов. Сплавы альнико обладает высокой коррозионной устойчивостью, большим значением Br (остаточная индукция) и стабильностью при высоких температурах (до 550 °C).
Состав распространённого в России сплава ЮНДК и подобных ему (ЮНДЧ, ЮНДС) регламентируется ГОСТ 17809-72; сплав ЮНДК состоит из железа (основа), алюминия (7,5—8,7 %, Ю), никеля (12,5—15,5 %, Н),  кобальта (23,5—25,0 %, К), меди (2,0—3,5 %, Д), титана (0,15—0,5 %, Т), кремния (до 1,5 %, С). Некоторые разновидности могут содержать ниобий (Б, до 1,2 % в сплаве ЮНДКТ5БА), допускается содержание серы, кремния, церия и других элементов до 1 % каждого без снижения магнитных свойств. Магнитные свойства сплава ЮНДК по ГОСТ 17809-72: коэрцитивная сила Hc = 40—52 кА/м, остаточная индукция Br = 1,11—1,25 тл, максимальная магнитная энергия (BH)max  = 36,0—44,0 кДж/м3, присутствует магнитная анизотропия.  
Тиконал — голландская торговая марка этой группы сплавов; так, Ticonal XX состоит из железа (35 %), алюминия (7 %), никеля (15 %), кобальта (34 %), меди (4 %), титана (5 %), и монокристальные образцы после термомагнитной обработки вдоль оси магнитной текстуры демонстрируют следующие свойства: коэрцитивная сила Hc = 1330 э (106 кА/м), остаточная индукция Br = 11800 гс (1,18 тл), максимальная магнитная энергия (BH)max  = 11·106 гс/э (87 кДж/м3).

## Получение
Альнико получают литьём, из порошков и горячей деформацией слитка, после чего подвергают термомагнитной обработке. В промышленности обозначается маркой от А1 до А3, в зависимости от максимального энергетического произведения BHmax.

## Применение
Постоянные магниты из альнико широко применяются в промышленности: в электромоторах, микрофонах, громкоговорителях, датчиках, магнетронах. Во многих областях применения их вытесняют более мощные редкоземельные магниты, однако высокая температура Кюри (около 800 °C) позволяет применять их при высоких температурах.